# 도시샤 여자대학

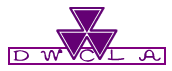
상징

도시샤 여자 대학(일본어: 同志社女子大学 도시샤죠시다이가쿠[*])은 교토부 교타나베시에 본부가 있는 사립 대학이다.
1876년에 도시샤 여자숙이라는 이름으로 창립되었고, 1949년에 대학이 설립되었다. 교토 시 교외의 쿄나타베 캠퍼스와 교토 시 중심부의 이마데가와 캠퍼스 두 곳이 있다. 도시샤 대학과는 같은 학교법인 도시샤 재단이 설립한 학교이다. 학예학부, 현대사회학부, 생활과학부, 약학부의 4개 학부가 있다.

## 연혁
- 1876년 : 도시샤 여자숙 설립
- 1877년 : 도시샤 여학교로 개칭
- 1930년 : 도시샤 여자 전문학교 설립
- 1949년 : 도시샤 여자 대학 설립
- 1986년 : 단기대학부 설립
- 2003년 : 단기대학부 폐지

## 같이 보기
- 도시샤 대학